# Pendergrass (Géorgie)
Pour les articles homonymes, voir Pendergrass.
Pendergrass est une ville du comté de Jackson, dans l'État de Géorgie, aux États-Unis.

## Démographie
| 1900 | 1910 | 1920 | 1930 | 1940 | 1950 |
| ---- | ---- | ---- | ---- | ---- | ---- |
| 232  | 239  | 277  | 224  | 189  | 189  |

| 1960 | 1970 | 1980 | 1990 | 2000 | 2010 |
| ---- | ---- | ---- | ---- | ---- | ---- |
| 215  | 267  | 302  | 298  | 431  | 422  |

Elle comptait 431 habitants au recensement de 2000.